# Emma Dahlström
Emma Dahlström, född 19 juli 1992 i Torsby, Fryksände församling, Värmlands län, är en svensk freestyleskidåkare 
Emma Dahlström vann guld i X Games slopestyle i januari 2015. Hon har även bland annat tävlat för Sverige vid Vinter-OS i Sotji, där hon slutade femma i slopestyle. Emma är en av fyra åkare i det svenska landslaget i slopestyle, och utöver att tävla filmar hon – både i egen regi och med Shades of Winter.
Hon vann en silvermedalj i slopstyle vid världsmästerskapen 2017 i Sierra Nevada.
Dahlström skulle varit med i Mästarnas mästare som sändes under våren 2025 men fick lämna återbud på grund av sjukdom.

## Tävlingsresultat
2015
- 1:a X Games, slopestyle, Aspen, Colorado

2014
- 2:a Nine Queens, Big Air, Livigno, Italien
- 2:a Dew Tour, Slopestyle, Breckenridge
- 2:a Världscuptävling i slopestyle, Silvaplana, Schweiz
- 2:a Världscuptävling i slopestyle, Breckenridge
- 2:a NZ Freeski Open, Slopestyle, Cardrona, Nya Zeeland

## Filmer
2014
- PURE (Shades of Winter)

## Sponsorer
- Völkl – Skidor
- Dalbello – Pjäxor
- Kask – Hjälm
- Colourwear (CLWR) – Kläder
- Hestra – Handskar

### Fotnoter
1. ↑  ”Dahlström ordnade VM-silvret i sista åket”. Dagens nyheter. 19 mars 2017. http://www.dn.se/sport/dahlstrom-ordnade-vm-silvret-i-sista-aket/. Läst 19 mars 2017.
2. ↑  https://www.expressen.se/noje/emma-dahlstrom-stoppades-av-svt-en--timme-innan-avresa/